# Aeros
Aeros – sztuczne satelity konstrukcji RFN do badań aeronomicznych. Pierwszy z satelitów – Aeros-A (inna nazwa Aeros 1) – wyniesiony został 16 grudnia 1972 roku rakietą typu Scout, następny – Aeros-B (Aeros 2) – 16 lipca 1974 również rakietą Scout. Misja trzeciego satelity – Aerosa C – nie doszła do skutku.
Zadaniem satelitów było badanie atmosfery i jonosfery – ich temperatury, składu chemicznego, koncentracji i prędkości elektronów oraz badania słonecznego promieniowania UV.

## Dane techniczne
- Masa: 125 kg
- Wysokość: 0,71 m
- Średnica: 0,91 m

## Satelity
| Nazwa   | Numer COSPAR | Data startu     | Kosmodrom                 | Orbita     | Inklinacja | Okres obiegu | Koniec misji     |
| ------- | ------------ | --------------- | ------------------------- | ---------- | ---------- | ------------ | ---------------- |
| AEROS-A | 1972-100A    | 16 grudnia 1972 | Vandenberg Air Force Base | 223×867 km | 96,9°      | 95,6 min     | 22 sierpnia 1973 |
| AEROS-B | 1974-055A    | 16 lipca 1974   | Vandenberg Air Force Base | 224×869 km | 97,5°      | 95,6 min     | 25 września 1975 |